# Цыгановка (Синельниковский район)
Цыгановка (укр. Циганівка) — село,
Лубянский сельский совет,
Синельниковский район,
Днепропетровская область,
Украина.
Код КОАТУУ — 1224883006. Население по переписи 2001 года составляло 243 человека.

## Географическое положение
Село Цыгановка находится на правом берегу реки Нижняя Терса,
выше по течению на расстоянии в 0,5 км расположено село Садовое,
ниже по течению на расстоянии в 0,5 км расположено село Токовое,
на противоположном берегу — село Лубянка.
По селу протекает пересыхающий ручей с запрудой.